# We Don't Need Another Hero
Singles de Tina Turner
Show Some Respect
(1985) One of the Living
(1985)
Pistes de Mad Max Beyond Thunderdome (soundtrack)
- One of the Living
(2)
We Don't Need Another Hero (Thunderdome) est une chanson de Tina Turner tirée du film de 1985 Mad Max : Au-delà du dôme du tonnerre avec Mel Gibson et Tina Turner.

## Enregistrement
Tina Turner est accompagnée par une chorale de King's House School (en) à Richmond, Londres. L'un de ses membres fut Lawrence Dallaglio, joueur de rugby à XV et capitaine de l'équipe nationale d'Angleterre.

## Versions et remixes
- 7" edit – 4:16
- 7" instrumental – 4:41
- 12" Extended Mix (Soundtrack album version) – 6:07
- 12" Dub Mix (Soundtrack instrumental version) – 6:30

## Classements
Le titre est l'un des plus gros succès mondiaux de Tina Turner, atteignant la 1re place dans plusieurs pays.
| Classement (1985)                      | Meilleure position |
| -------------------------------------- | ------------------ |
| Afrique du Sud (Springbok Radio)       | 9                  |
| Allemagne (Media Control AG)           | 1                  |
| Australie (Kent Music Report)          | 1                  |
| Autriche (Ö3 Austria Top 40)           | 2                  |
| Belgique (Flandre Ultratop 50 Singles) | 3                  |
| Canada (100 Singles)                   | 1                  |
| Espagne (AFYVE)                        | 1                  |
| États-Unis (Billboard Hot 100)         | 2                  |
| France (SNEP)                          | 3                  |
| Irlande (IRMA)                         | 2                  |
| Italie (FIMI)                          | 2                  |
| Norvège (VG-lista)                     | 2                  |
| Nouvelle-Zélande (RMNZ)                | 2                  |
| Pays-Bas (Nederlandse Top 40)          | 7                  |
| Royaume-Uni (UK Singles Chart)         | 3                  |
| Suède (Sverigetopplistan)              | 4                  |
| Suisse (Schweizer Hitparade)           | 1                  |

## Nominations et récompenses
En 1986, la chanson est nommée aux Golden Globes dans la catégorie de la meilleure chanson originale et aux Grammy Awards pour la meilleure chanteuse pop. 
En tant qu'auteurs-compositeurs, Graham Lyle et Terry Britten ont reçu un Ivor Novello Award en 1985.

## Reprises
L'actrice Ashleigh Murray reprend la chanson dans un épisode de la troisième saison de la série télévisée Riverdale.
Le titre est repris par le groupe Ghost sur leur album Phantomime sorti en 2023.